# 5-Kegel-Billard-Europameisterschaft
Die 5-Kegel-Billard-Europameisterschaft ist ein Turnier, das seit 1987 meist alle zwei Jahre in der Karambolagevariante Kegelbillard ausgetragen wird.

## Einleitung
5-Kegel-Billard wird vorwiegend in Italien gespielt. Dort ist es unter dem Namen „5 birilli“ bekannt. Seit 1987 wurden auch Europameisterschaften ausgetragen. 5-Kegel-Billard ist in den letzten Jahren in vielen europäischen Ländern immer beliebter geworden, wird aber weiter von den Italienern dominiert.

## Ergebnisse

### Ergebnisse (Einzel)
| Nr. | Jahr | Austragungsort    | Gold                 | Silber               | Bronze               |
| --- | ---- | ----------------- | -------------------- | -------------------- | -------------------- |
| 01  | 1987 | Sanremo           | Carlo Cifalá         | Nicoló Cammarata     |                      |
| 02  | 1988 | Basel             | Carlo Cifalá         | Giacomo Ferretti     |                      |
| 03  | 1990 | Verona            | Attilio Sessa        | Vitale Nocerino      |                      |
| 04  | 1991 | Verbania          | Paolo Diomajuta      | Carlo Cifalá         | Vitale Nocerino      |
| 05  | 1992 | Barcelona         | Riccardo Belluta     | Arturo Albrito       | Giampiero Rosanna    |
| 06  | 1993 | Pompei            | Angelo Bellocchio    | Antonio Madia        |                      |
| 07  | 1997 | Mailand           | David Martinelli     | Ricardo Massini      | Gustavo Zito         |
| 08  | 1999 | Monte-Carlo       | Crocefisso Maggio    | Andrea Berniga       | Gustavo Zito         |
| 08  | 1999 | Monte-Carlo       | Crocefisso Maggio    | Andrea Berniga       | Mario Malaspina      |
| 09  | 2005 | Brandenburg/Havel | Andrea Quarta        | Crocefisso Maggio    |                      |
| 09  | 2005 | Brandenburg/Havel | Andrea Quarta        | Crocefisso Maggio    |                      |
| 10  | 2007 | Mirabella Eclano  | Andrea Quarta        | Michelangelo Aniello |                      |
| 10  | 2007 | Mirabella Eclano  | Andrea Quarta        | Michelangelo Aniello |                      |
| 11  | 2010 | Brandenburg/Havel | Andrea Quarta        | David Martinelli     |                      |
| 11  | 2010 | Brandenburg/Havel | Andrea Quarta        | David Martinelli     |                      |
| 12  | 2013 | Brandenburg/Havel | Michelangelo Aniello | Sandro Giachetti     | Daniel López         |
| 12  | 2013 | Brandenburg/Havel | Michelangelo Aniello | Sandro Giachetti     | Natalino Scorza      |
| 13  | 2015 | Brandenburg/Havel | Michelangelo Aniello | Thomas Primon        | Andrea Quarta        |
| 13  | 2015 | Brandenburg/Havel | Michelangelo Aniello | Thomas Primon        | Sandro Giachetti     |
| 14  | 2017 | Brandenburg/Havel | Matteo Gualemi       | Daniel López         | Crocefisso Maggio    |
| 14  | 2017 | Brandenburg/Havel | Matteo Gualemi       | Daniel López         | David Martinelli     |
| 15  | 2019 | Brandenburg/Havel | Andrea Quarta        | Fioravante Vecchione | Michelangelo Aniello |
| 15  | 2019 | Brandenburg/Havel | Andrea Quarta        | Fioravante Vecchione | Camilo Gomez         |
| 16  | 2022 | Randers           | Michelangelo Aniello | Kasper Kristoffersen | Paolo Marcolin       |
| 16  | 2022 | Randers           | Michelangelo Aniello | Kasper Kristoffersen | Toni Rosenberg       |
| 17  | 2023 | Antalya           | Andrea Quarta        | Paolo Marcolin       | Michelangelo Aniello |
| 17  | 2023 | Antalya           | Andrea Quarta        | Paolo Marcolin       | Rune Kampe           |
| 18  | 2024 | Calangianus       | Michelangelo Aniello | Andrea Quarta        | Max Gabel            |
| 18  | 2024 | Calangianus       | Michelangelo Aniello | Andrea Quarta        | Achille Mignolo      |

### Ergebnisse (Mannschaft)
| Nr. | Jahr | Austragungsort    | Gold        | Silber       | Bronze      |
| --- | ---- | ----------------- | ----------- | ------------ | ----------- |
| 01  | 2004 | Kassel            | Frankreich  |              |             |
| 01  | 2004 | Kassel            | Frankreich  |              |             |
| 02  | 2005 | Sotteville        | Italien     |              |             |
| 02  | 2005 | Sotteville        | Italien     |              |             |
| 03  | 2006 | Canegrate         | Italien     |              |             |
| 03  | 2006 | Canegrate         | Italien     |              |             |
| 04  | 2007 | Bern              | Italien     |              |             |
| 04  | 2007 | Bern              | Italien     |              |             |
| 05  | 2008 | Brandenburg/Havel | Italien     |              |             |
| 05  | 2008 | Brandenburg/Havel | Italien     |              |             |
| 06  | 2009 | Odense            | Italien     |              |             |
| 06  | 2009 | Odense            | Italien     |              |             |
| 07  | 2010 | Annœullin         | Italien     |              |             |
| 07  | 2010 | Annœullin         | Italien     |              |             |
| 08  | 2011 | San Marino        | Deutschland |              |             |
| 08  | 2011 | San Marino        | Deutschland |              |             |
| 09  | 2013 | Brandenburg/Havel | Italien     | Deutschland  | Dänemark    |
| 09  | 2013 | Brandenburg/Havel | Italien     | Deutschland  | Frankreich  |
| 10  | 2014 | Parabiago         | Italien     |              |             |
| 10  | 2014 | Parabiago         | Italien     |              |             |
| 11  | 2015 | Brandenburg/Havel | Italien     | Deutschland  | Frankreich  |
| 11  | 2015 | Brandenburg/Havel | Italien     | Deutschland  | Schweiz     |
| 12  | 2016 | Herstal           | Italien     |              |             |
| 12  | 2016 | Herstal           | Italien     |              |             |
| 13  | 2017 | Brandenburg/Havel | Italien     | Dänemark     | Deutschland |
| 13  | 2017 | Brandenburg/Havel | Italien     | Dänemark     | Schweiz     |
| 14  | 2018 | Herstal           | Deutschland |              |             |
| 14  | 2018 | Herstal           | Deutschland |              |             |
| 15  | 2019 | Brandenburg/Havel | Italien     | Deutschland  | Frankreich  |
| 15  | 2019 | Brandenburg/Havel | Italien     | Deutschland  | Schweiz     |
| 16  | 2023 | Antalya           | Italien     | Dänemark (2) | Deutschland |
| 16  | 2023 | Antalya           | Italien     | Dänemark (2) | Frankreich  |
| 17  | 2024 | Calangianus       | Italien (1) | Italien (2)  | Schweiz     |
| 17  | 2024 | Calangianus       | Italien (1) | Italien (2)  | Belgien     |